# Heurtoir (porte)

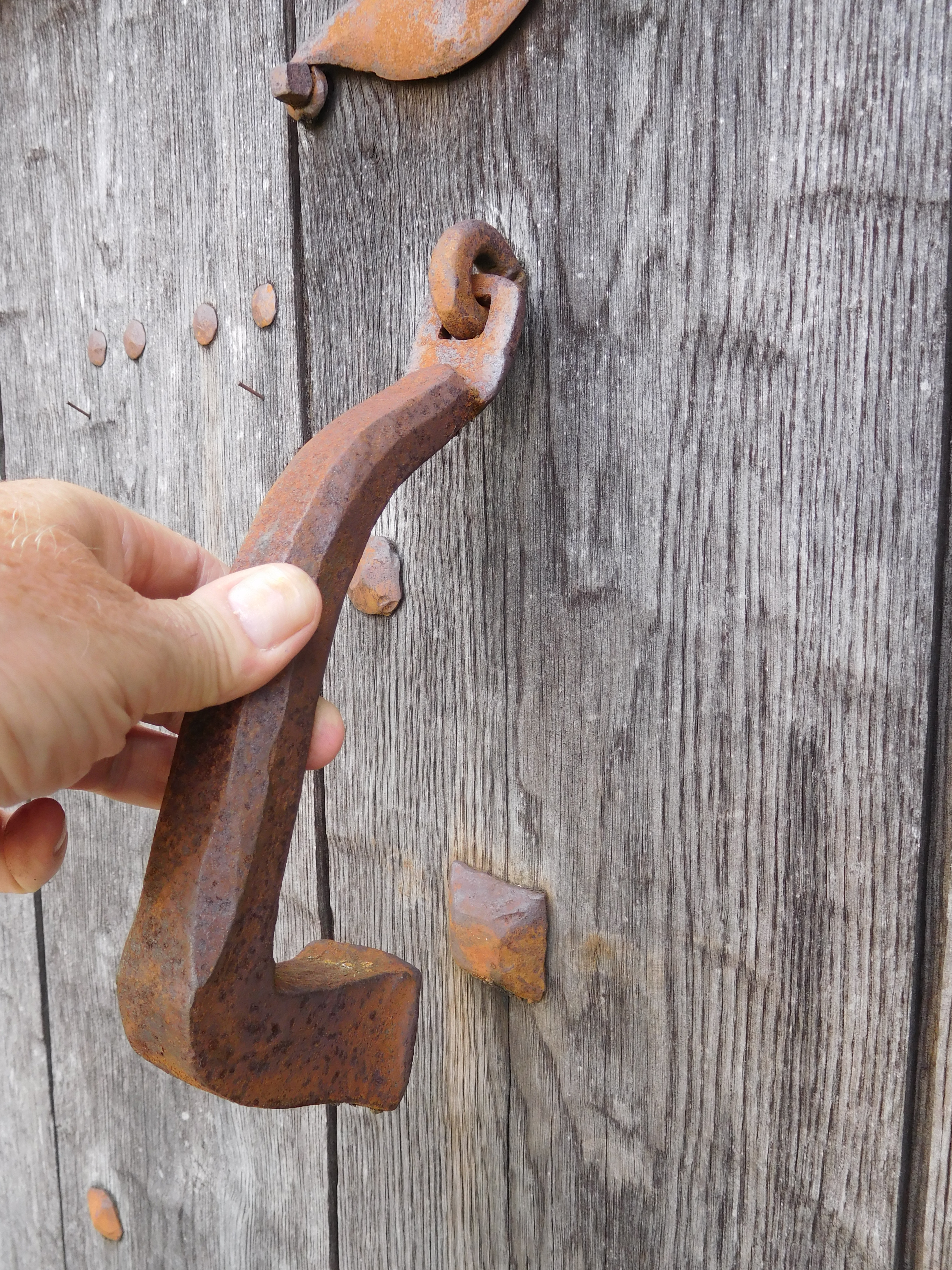
Heurtoir sur la porte principale de l'abbaye de Vauluisant (France)

Pour les articles homonymes, voir Heurtoir et Marteau.

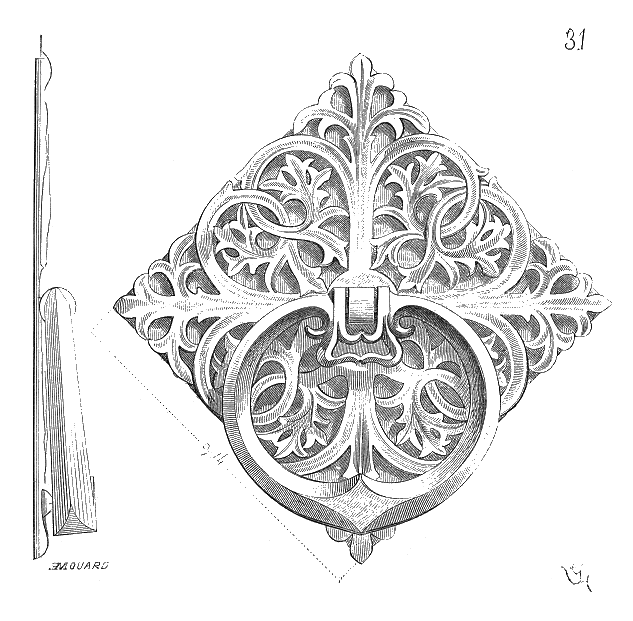
Les accessoires de la porte ont souvent aussi un rôle décoratif, tel cet anneau de tirage du XVe siècle, au fond coloré, « sous feuillage de fer battu » par Viollet-le-Duc

Un heurtoir ou marteau de porte est un accessoire fixé sur la face extérieure d'une porte d'entrée, à hauteur d'homme, dont une partie est articulée et peut être frappée sur le reste de l'objet ou sur la porte afin d'émettre un bruit, et ainsi permettre aux visiteurs de signaler leur présence aux occupants.

## Description
La partie mobile, suspendue, prend le plus souvent une forme de marteau, de maillet ou d'anneau (jouant le rôle d'anneau de tirage). Les heurtoirs sont généralement faits de métal, et peuvent être plus ou moins richement décorés (figurine en bronze qu'on appelle marmouset).
Les premiers heurtoirs paraissent avoir été de petits maillets suspendus extérieurement aux huis des portes. Au XVIe siècle, on recourt aux heurtoirs en forme d’anneau ou de boucle, avec un poids à l’extrémité, pour les portes d’hôtels et de maisons. Les heurtoirs à marteau ne sont plus en usage que pour les portes d’habitations rurales.
Les heurtoirs ont disparu des maisons et hôtels pour faire place aux sonnettes ou timbres, qui ont l'avantage de ne pas réveiller le voisinage lorsqu'on les utilise.

## Galerie

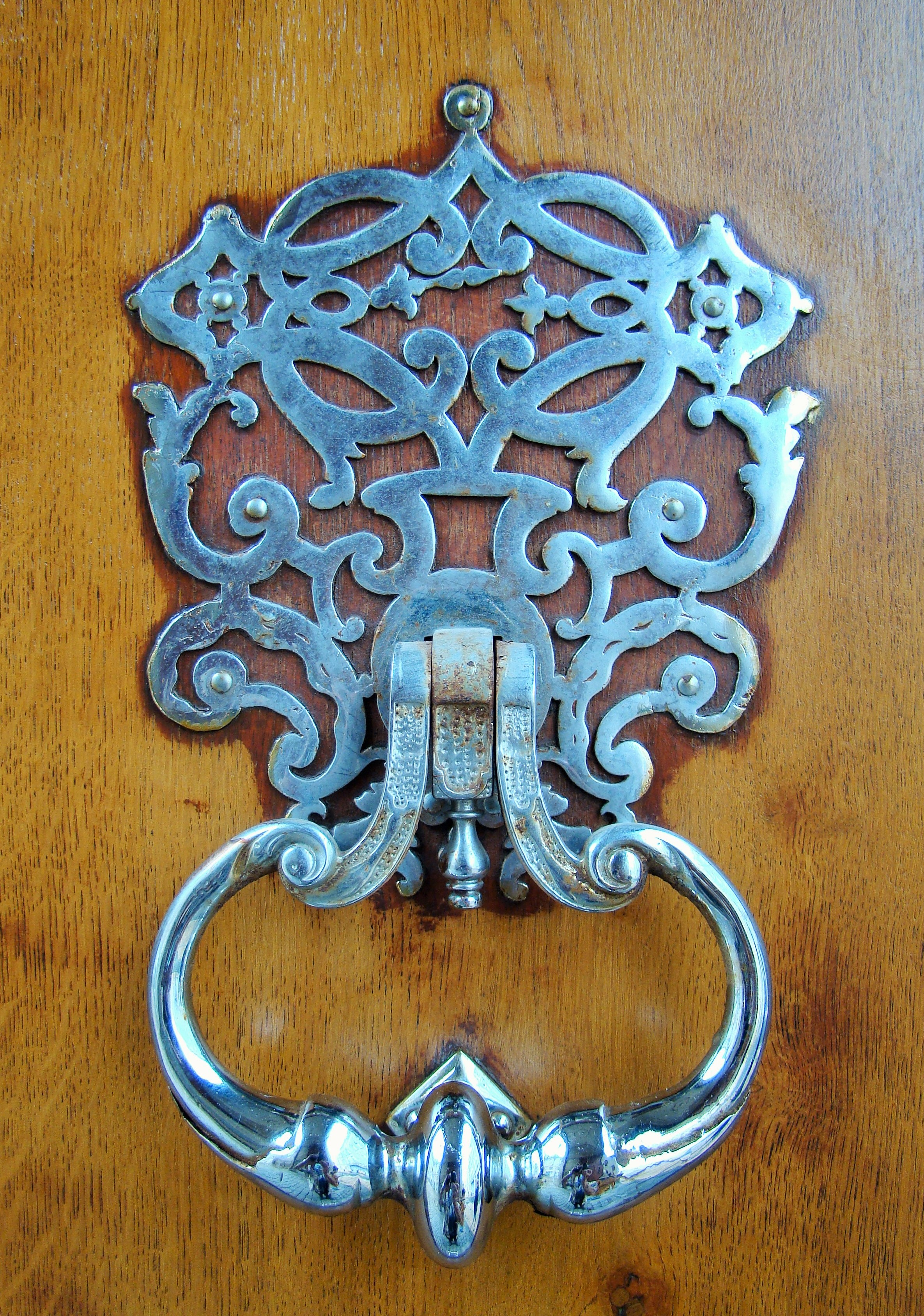
Heurtoir style rocaille.
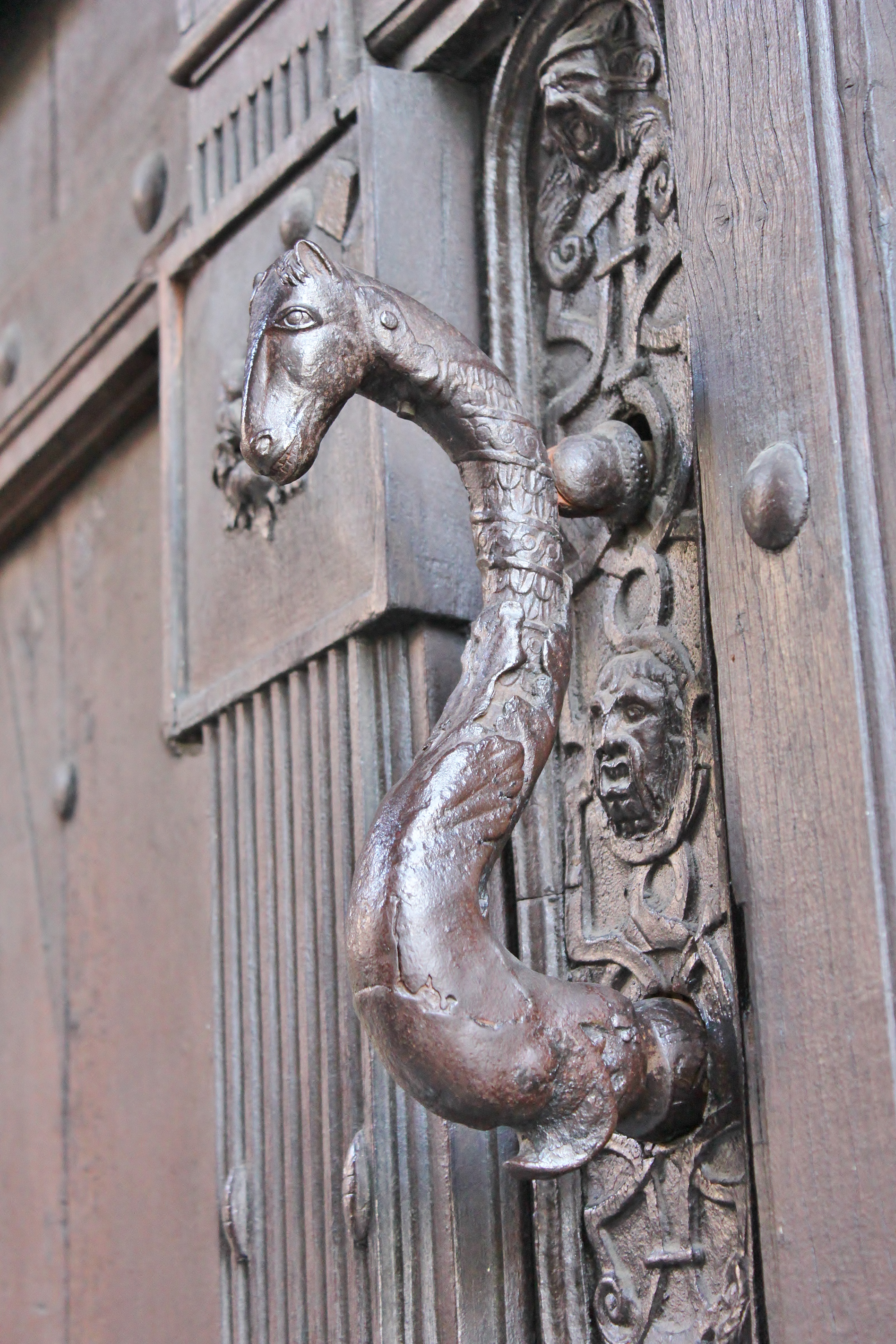
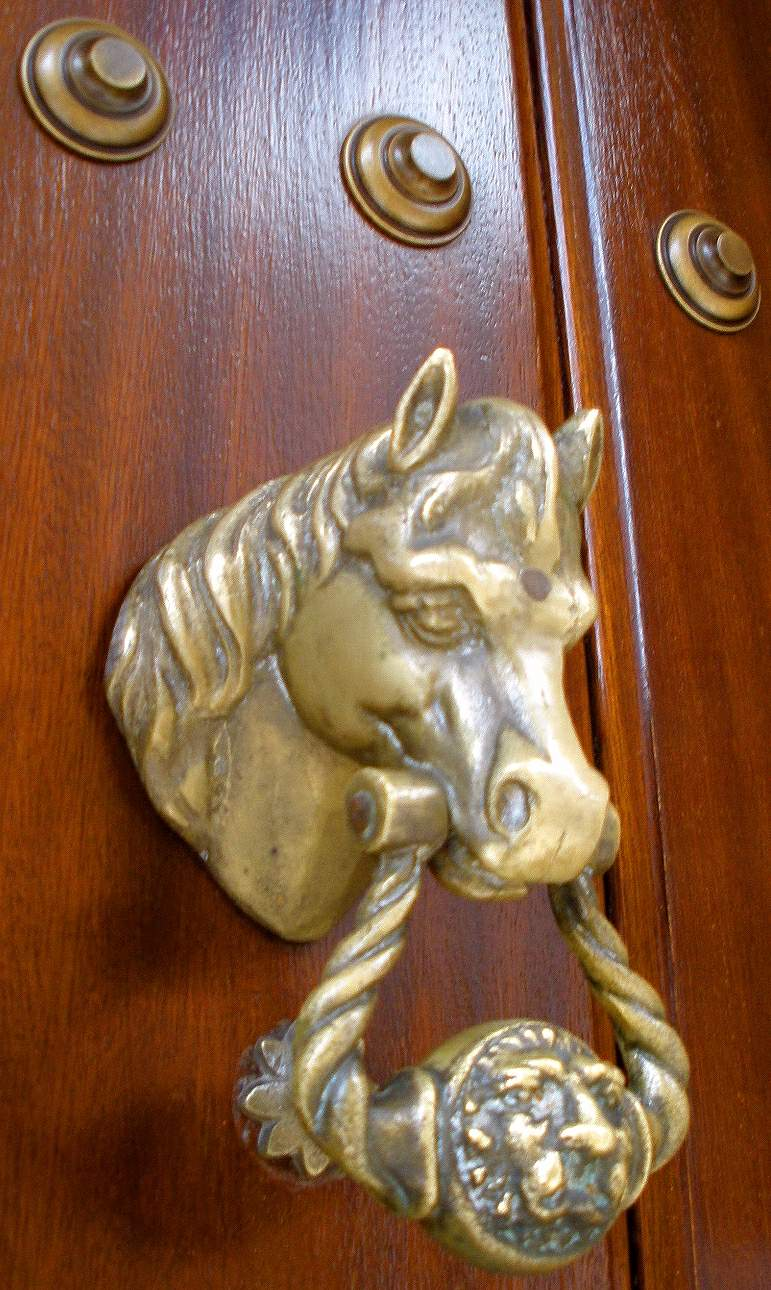
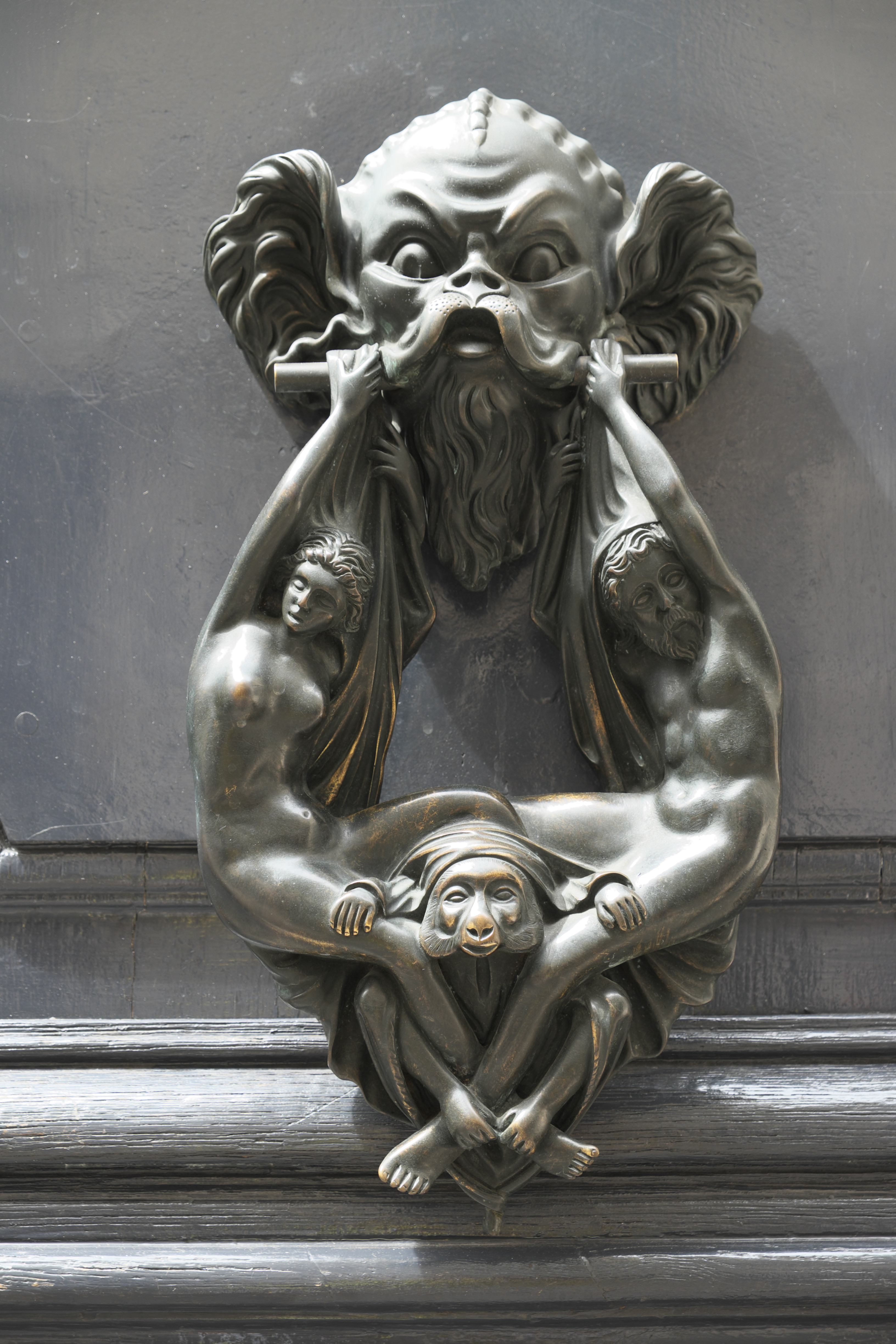
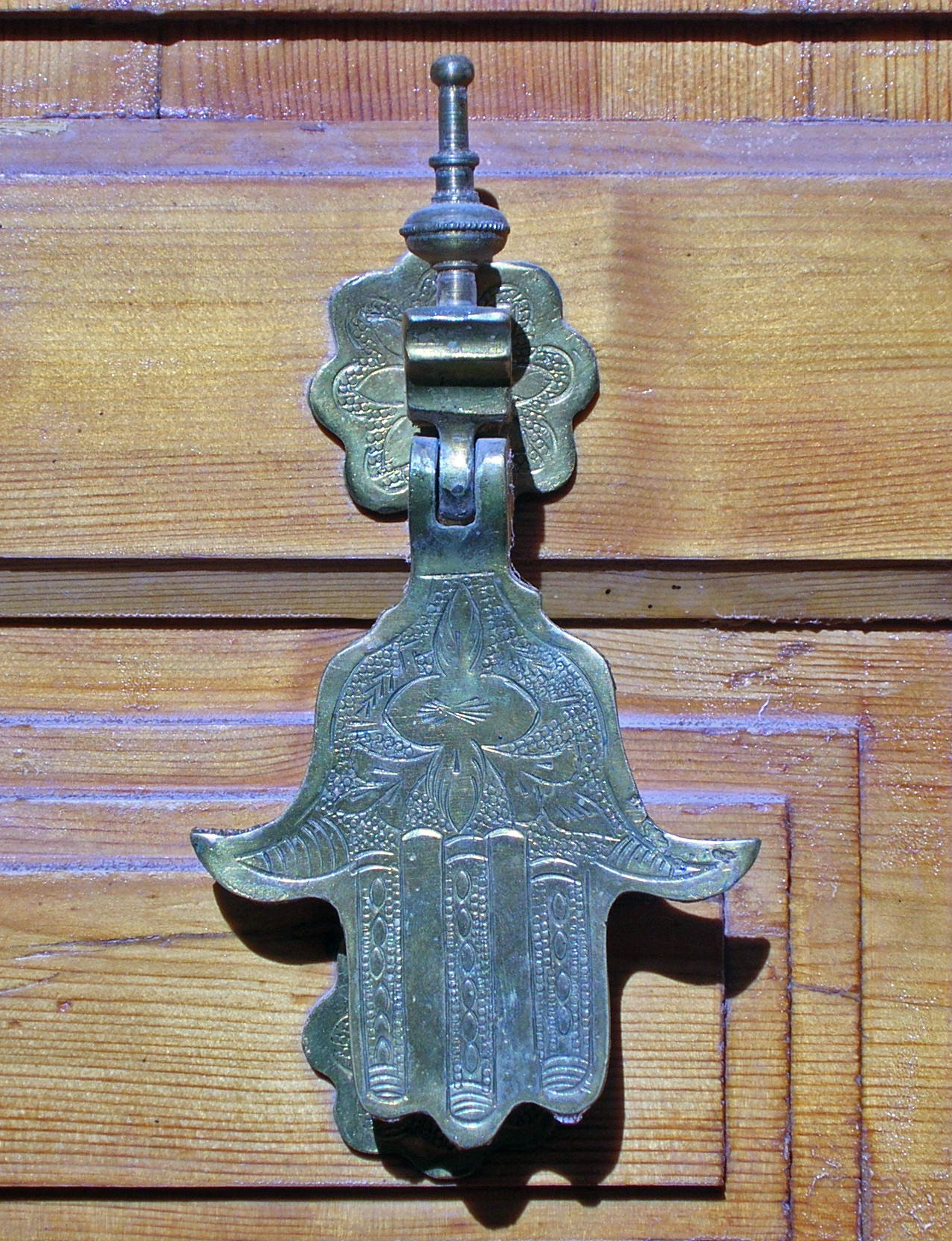
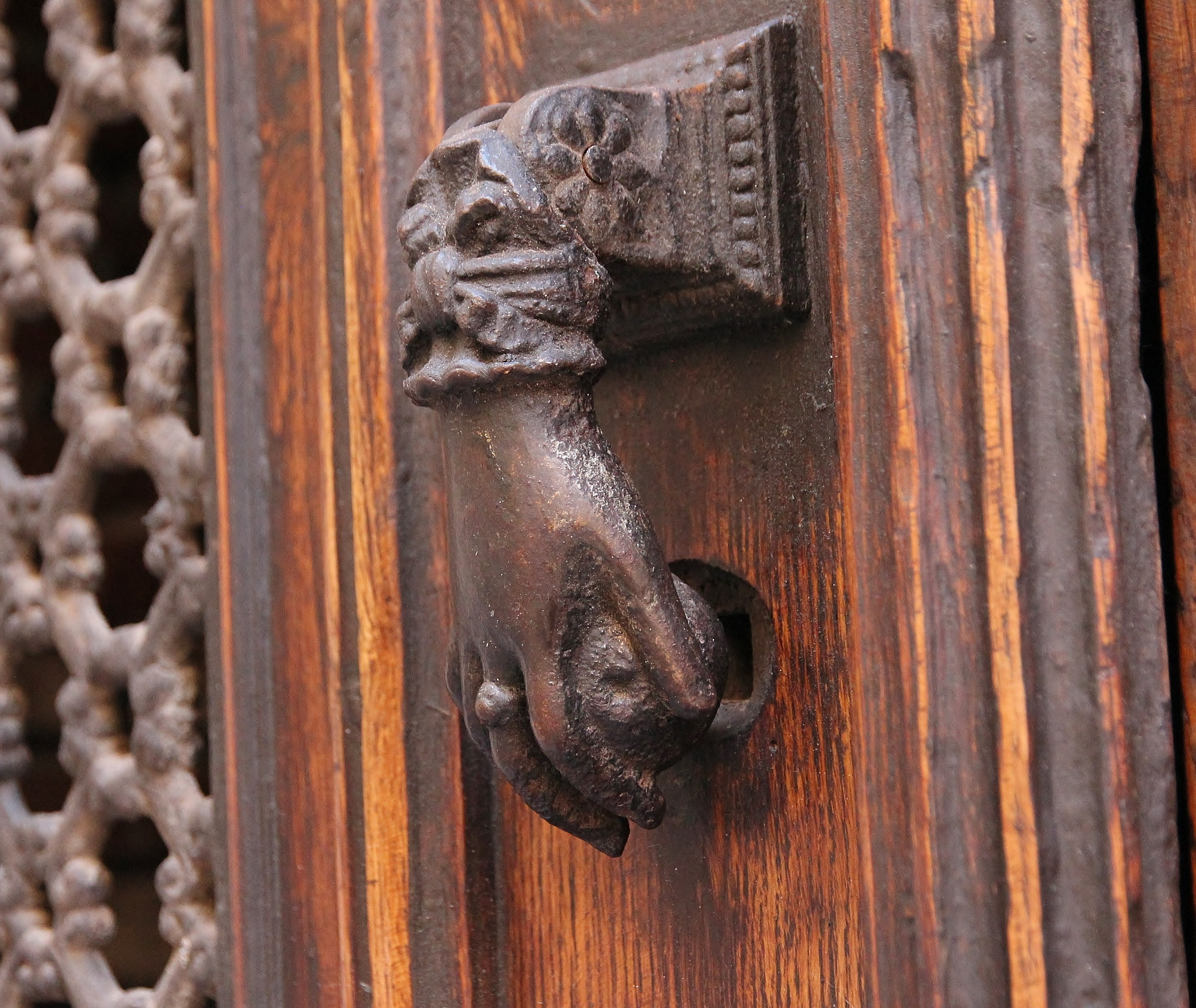
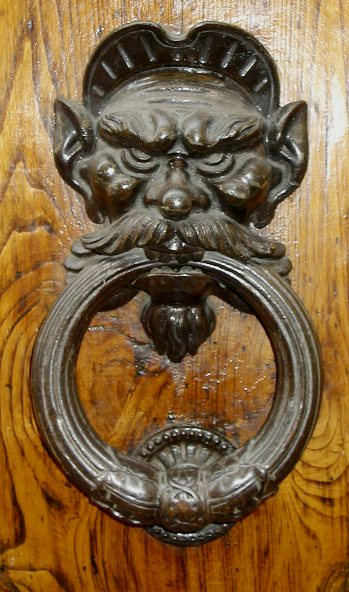
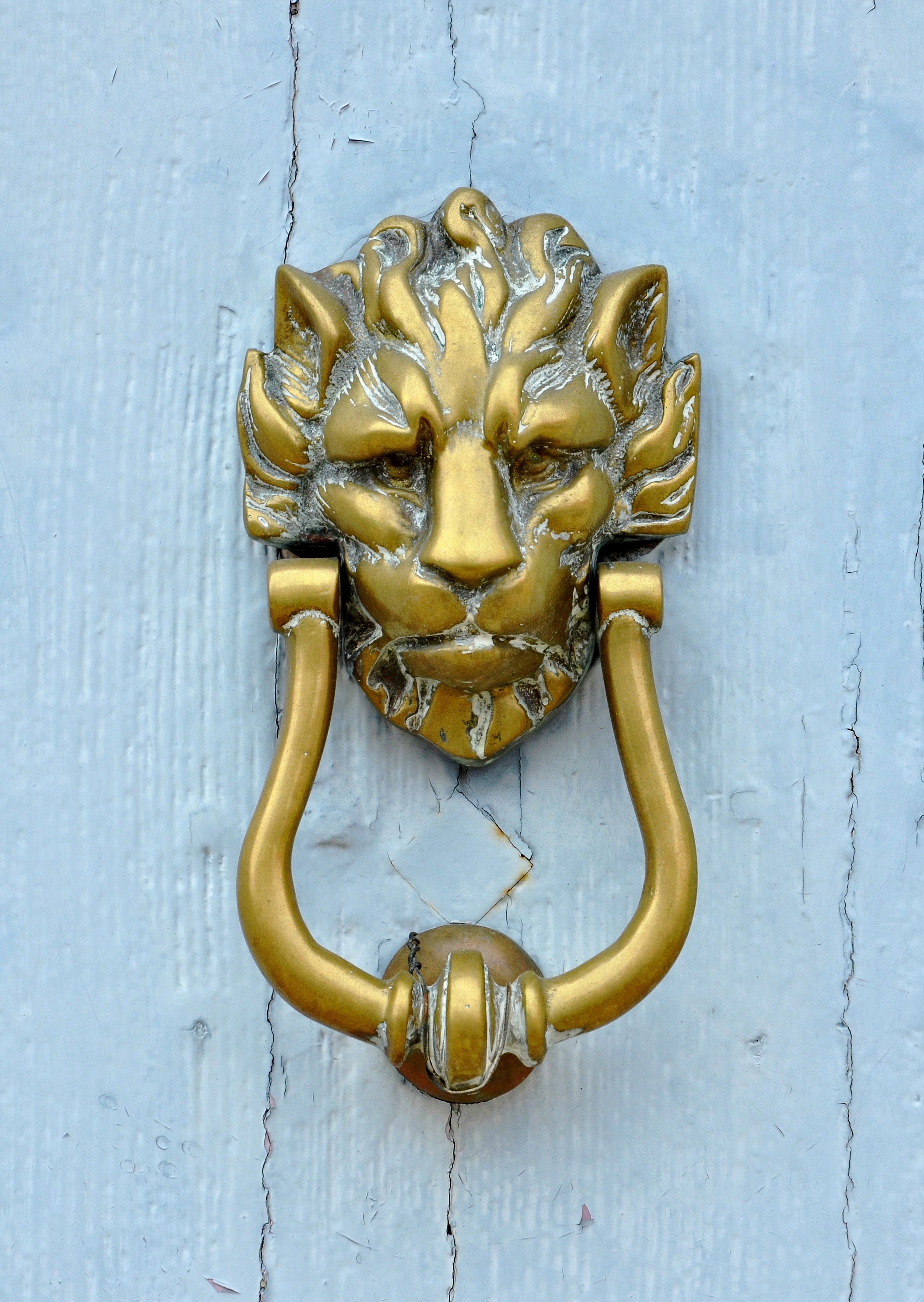
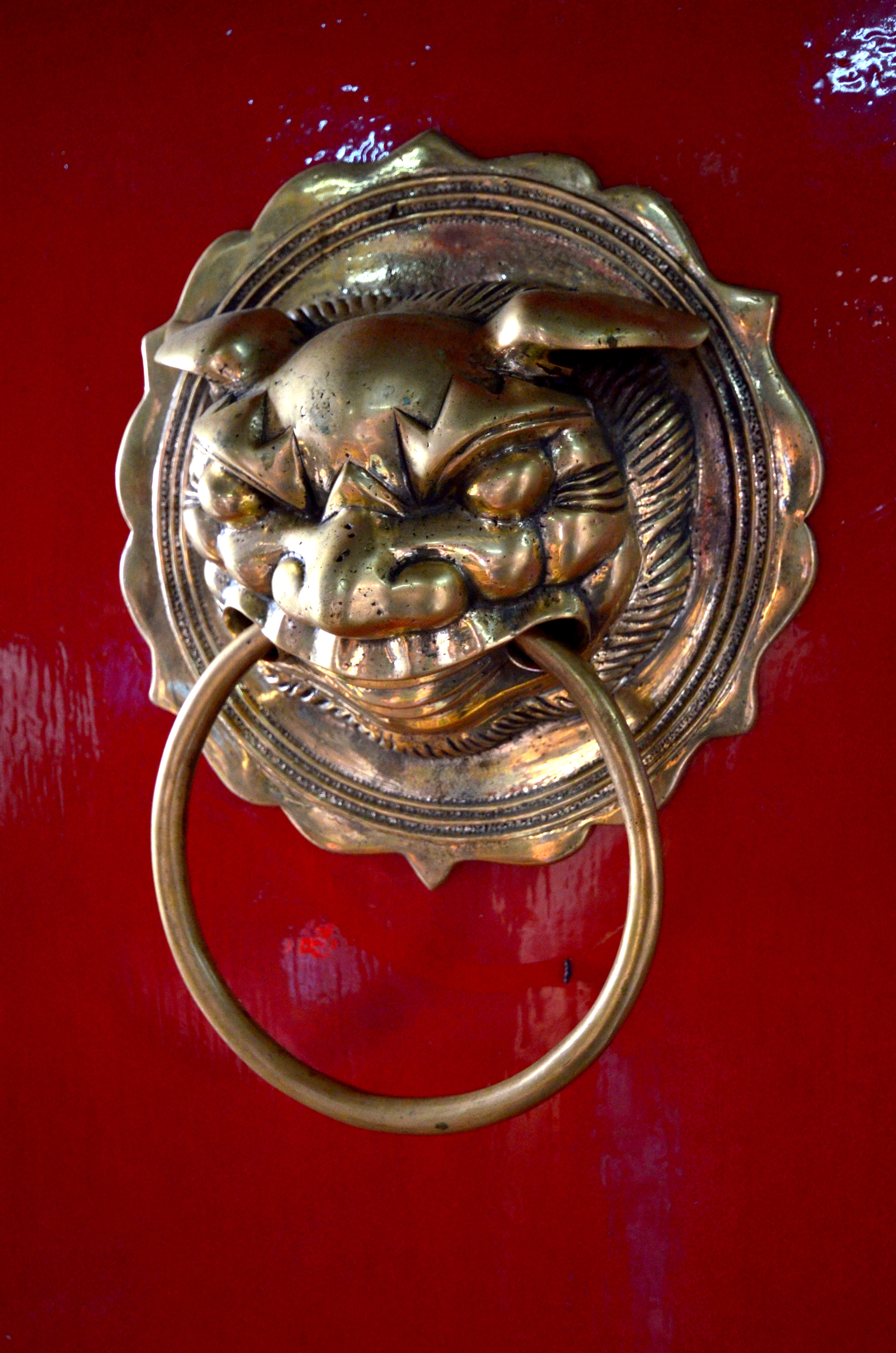